# HD 147018 b
إتش دي 147018 بي (بالإنجليزية: HD 147018 b)‏ الذي يرمز له بالرمز HD 147018b، هو كوكب خارج المجموعة الشمسية، في كوكبة المثلث الجنوبي (كوكبة)، يتبع HD 147018 ‏.

## الاكتشاف
اكتشف في 11 أغسطس 2009، وكانت طريقة الاكتشاف دوبلر الطيفي.